# Joé Juneau
Pour le chercheur d'or et fondateur de la ville de Juneau, voir Joe Juneau (chercheur d'or).

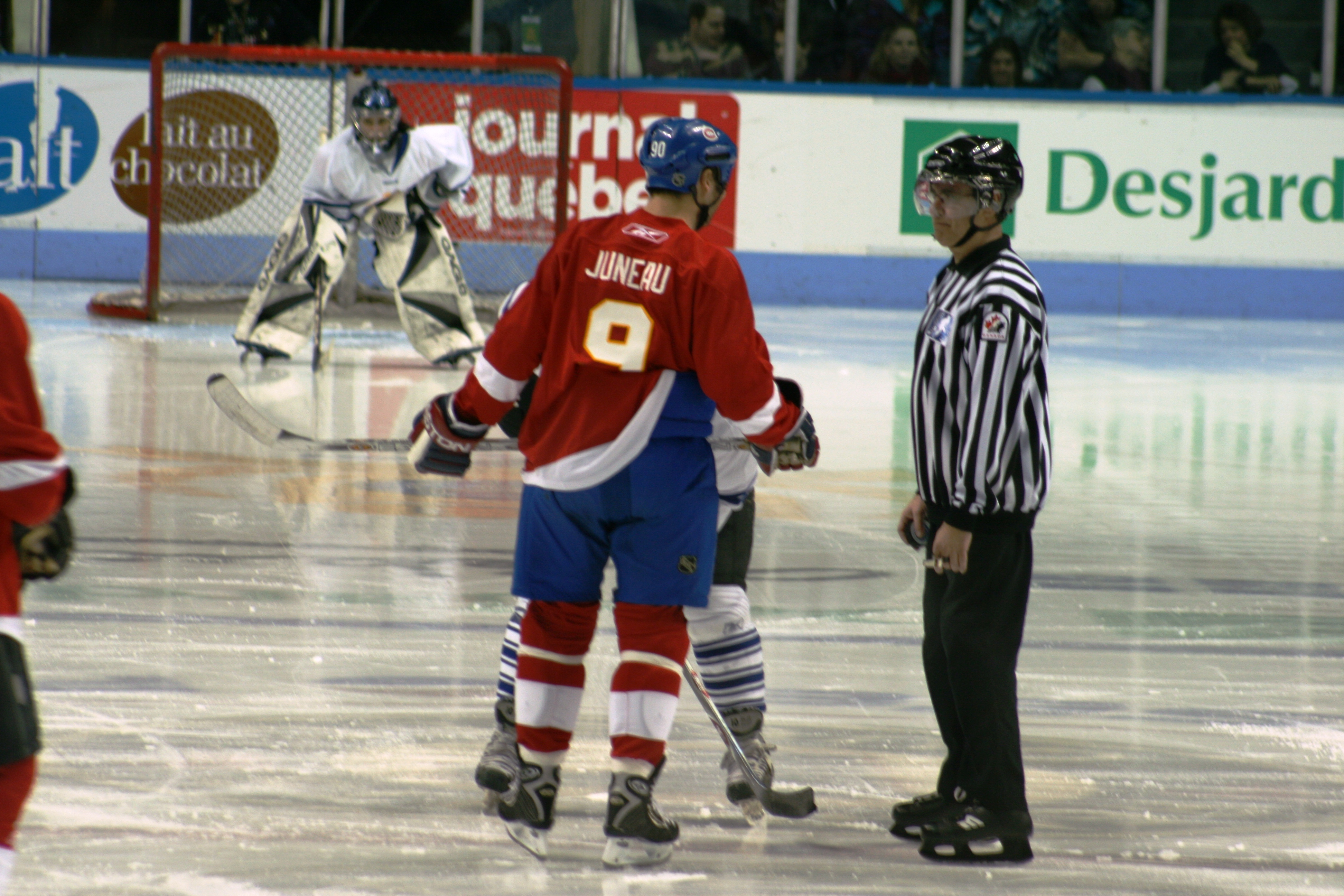
Joé Juneau au Tournoi international de hockey pee-wee de Québec en février 2009

Joé Juneau (né le 5 janvier 1968 à Pont-Rouge au Québec, Canada) est un joueur professionnel de hockey. Il a mis au point un programme pour aider les jeunes inuits dans leur scolarité, en les initiant au hockey sur glace.

## Carrière professionnelle
Lors de ses études collégiales, il a joué pour les Faucons du Cégep de Lévis-Lauzon dans la ligue de hockey collégial AAA à Lauzon (une ancienne ville fusionnée à la ville de Lévis depuis 1989) de 1985 à 1987. De 1987 à 1991, il a joué avec l'équipe de hockey de l'institut polytechnique Rensselaer (Rensselaer Polytechnic Institute) de la NCAA, située à Troy, dans l'État de New York.
Il fut repêché par les Bruins de Boston de la Ligue nationale de hockey en 1988, lorsqu'il était joueur étoile au sein du R.P.I (81e choix en quatrième ronde). Alors qu'il ne parlait pas un mot d'anglais à son arrivée, il y obtint un baccalauréat d'ingénieur en aéronautique en seulement trois ans. Joé a fait son entrée dans la LNH avec les Bruins de Boston en 1991. Il est également allé chercher une médaille d’argent aux Jeux olympiques d'hiver de 1992 à Albertville en France, au sein de l'équipe du Canada. Il joue ensuite pour les Capitals de Washington, les Sabres de Buffalo, les Sénateurs d'Ottawa, les Coyotes de Phoenix, puis, finalement, avec les Canadiens de Montréal. Il annonce la fin de sa carrière en 2004, après avoir joué sa douzième saison au sein de la LNH.
En 2005, il est intronisé au Temple de la renommée des sports de l'Institut Polytechnique de Rensselaer.

## Un record dans la LNH
En 1992-1993, il réalise le plus grand nombre de passes en une saison par un ailier gauche (70).  Ses statistiques montrent un total de 572 points, soit 156 buts et 416 passes en 828 matchs dans la ligne nationale.

## Statistiques
| Saison     | Équipe                        | Ligue          |     | Saison régulière | Saison régulière | Saison régulière | Saison régulière | Saison régulière |    | Séries éliminatoires | Séries éliminatoires | Séries éliminatoires | Séries éliminatoires | Séries éliminatoires |
| Saison     | Équipe                        | Ligue          | PJ  | B                | A                | Pts              | Pun              | PJ               | B  | A                    | Pts                  | Pun                  |                      |                      |
| 1985-1986  | Faucons du Cégep Lévis-Lauzon | Collégiale AAA | 44  | 21               | 47               | 68               |                  |                  |    |                      |                      |                      |                      |                      |
| 1986-1987  | Faucons du Cégep Lévis-Lauzon | Collégiale AAA | 38  | 27               | 57               | 84               |                  |                  |    |                      |                      |                      |                      |                      |
| 1987-1988  | Engineers de Rensselaer       | ECAC           | 31  | 16               | 29               | 45               | 18               |                  |    |                      |                      |                      |                      |                      |
| 1988-1989  | Engineers de Rensselaer       | ECAC           | 30  | 12               | 23               | 35               | 40               | -                | -  | -                    | -                    | -                    |                      |                      |
| 1989-1990  | Engineers de Rensselaer       | ECAC           | 34  | 18               | 52               | 70               | 31               | -                | -  | -                    | -                    | -                    |                      |                      |
| 1989-1990  | Équipe Canada                 | Intl           | 3   | 0                | 2                | 2                | 4                | -                | -  | -                    | -                    | -                    |                      |                      |
| 1990-1991  | Engineers de Rensselaer       | ECAC           | 29  | 23               | 40               | 63               | 68               | -                | -  | -                    | -                    | -                    |                      |                      |
| 1990-1991  | Équipe Canada                 | Intl           | 7   | 2                | 3                | 5                | 0                | -                | -  | -                    | -                    | -                    |                      |                      |
| 1991-1992  | Équipe Canada                 | Intl           | 60  | 20               | 49               | 69               | 35               | -                | -  | -                    | -                    | -                    |                      |                      |
| 1991-1992  | Bruins de Boston              | LNH            | 14  | 5                | 14               | 19               | 4                | 15               | 4  | 8                    | 12                   | 21                   |                      |                      |
| 1992-1993  | Bruins de Boston              | LNH            | 84  | 32               | 70               | 102              | 33               | 4                | 2  | 4                    | 6                    | 6                    |                      |                      |
| 1993-1994  | Bruins de Boston              | LNH            | 63  | 14               | 58               | 72               | 35               | -                | -  | -                    | -                    | -                    |                      |                      |
| 1993-1994  | Capitals de Washington        | LNH            | 11  | 5                | 8                | 13               | 6                | 11               | 4  | 5                    | 9                    | 6                    |                      |                      |
| 1994-1995  | Capitals de Washington        | LNH            | 44  | 5                | 38               | 43               | 8                | 7                | 2  | 6                    | 8                    | 2                    |                      |                      |
| 1995-1996  | Capitals de Washington        | LNH            | 80  | 14               | 50               | 64               | 30               | 5                | 0  | 7                    | 7                    | 6                    |                      |                      |
| 1996-1997  | Capitals de Washington        | LNH            | 58  | 15               | 27               | 42               | 8                | -                | -  | -                    | -                    | -                    |                      |                      |
| 1997-1998  | Capitals de Washington        | LNH            | 56  | 9                | 22               | 31               | 26               | 21               | 7  | 10                   | 17                   | 8                    |                      |                      |
| 1998-1999  | Capitals de Washington        | LNH            | 63  | 14               | 27               | 41               | 20               | -                | -  | -                    | -                    | -                    |                      |                      |
| 1998-1999  | Sabres de Buffalo             | LNH            | 9   | 1                | 1                | 2                | 2                | 20               | 3  | 8                    | 11                   | 10                   |                      |                      |
| 1999-2000  | Sénateurs d'Ottawa            | LNH            | 65  | 13               | 24               | 37               | 22               | 6                | 2  | 1                    | 3                    | 0                    |                      |                      |
| 2000-2001  | Coyotes de Phoenix            | LNH            | 69  | 10               | 23               | 33               | 28               | -                | -  | -                    | -                    | -                    |                      |                      |
| 2001-2002  | Canadiens de Montréal         | LNH            | 70  | 8                | 28               | 36               | 10               | 12               | 1  | 4                    | 5                    | 6                    |                      |                      |
| 2002-2003  | Canadiens de Montréal         | LNH            | 72  | 6                | 16               | 22               | 20               | -                | -  | -                    | -                    | -                    |                      |                      |
| 2003-2004  | Canadiens de Montréal         | LNH            | 70  | 5                | 10               | 15               | 20               | 11               | 0  | 1                    | 1                    | 4                    |                      |                      |
| Totaux LNH | Totaux LNH                    | Totaux LNH     | 828 | 156              | 416              | 572              | 272              | 112              | 25 | 54                   | 79                   | 69                   |                      |                      |

## Après carrière
Joé Juneau est actuellement partenaire et gestionnaire de projet pour la firme d'ingénierie pont-rougeoise Harfan Technologies Inc. Pilote accompli, il possède également un hydravion et une propriété au lac Sept-Îles. En outre, il se fait aujourd'hui protecteur de la forêt québécoise. Il s'occupe aussi d'un programme de hockey auprès des Inuits du grand-nord du Québec. Il est aussi consultant pour la Société Makivik dans le Programme de Développement des Jeunes du Nunavik axé sur le Hockey.
Le 28 janvier 2008, il est nommé personnalité de l'année 2007 La Presse/Radio-Canada pour sa contribution au hockey scolaire de Kuujjuaq.  Il a en effet établi un programme sport-études en hockey dans 14 villages inuits du nord québécois, rassemblant début 2008 environ 1 000 participants. Ce programme vise à prévenir le décrochage scolaire et la criminalité ainsi qu'à promouvoir une saine alimentation et l'activité physique chez les jeunes inuit. Le succès de ce programme l'a mené à former une équipe en 2010 représentant le Nunavik au tournoi international de hockey pee-wee de Québec et en 2011, au Tournoi International B.S.R. Le programme a ainsi poussé le ministère des affaires indiennes et du Nord Canada à s'y intéresser afin d'éventuellement l'implanter dans d'autres communautés autochtones canadiennes.

## Distinctions
- Médaille d'honneur de l'Assemblée nationale, 2013[6]